# Sotto le nuvole
Sotto le nuvole (Engels: Below the Clouds) is een toekomstige Italiaanse documentaire, geregisseerd door Gianfranco Rosi. Het is Rosi's derde documentaire over het dagelijks leven in Italië, na Sacro GRA uit 2013 (over de buitenwijken van Rome) en Fuocoammare uit 2016 (over Lampedusa).

## Verhaal
De film speelt zich af in de stad Napels en volgt het dagelijks leven van de mensen die in de stad wonen en werken.

## Productie
De film werd gedurende drie jaar in en rond Napels opgenomen. Het is Rosi's eerste zwart-wit-documentaire in meer dan dertig jaar, na Boatman (1993) (over de Ganges in India).
Sotto le nuvole werd geproduceerd door Rosi's productiebedrijf 21Uno Film, in samenwerking met Donatella Palermo voor Stemal Entertainment en RAI Cinema, in samenwerking met Richard Copans en Serge Lalou voor het Franse Les Films d'Ici en Arte France Cinéma, en met steun van de afdeling Film en Audiovisuele Media van het Italiaanse Ministerie van Cultuur. De wereldwijde verkoop is in handen van The Match Factory.

### Muziek
Daniel Blumberg verzorgde de muziek voor de documentaire. Het is zijn eerste samenwerking met Rosi.

## Release
Sotto le nuvole zal in september 2025 in première gaan op het Filmfestival van Venetië in de competitie voor de Gouden Leeuw. De film wordt door 01 Distribution vanaf 18 september in de Italiaanse bioscopen uitgebracht.

## Prijzen en nominaties
De belangrijkste:
| Jaar | Prijs                    | Categorie    | Genomineerde(n) | Uitslag       |
| ---- | ------------------------ | ------------ | --------------- | ------------- |
| 2025 | Filmfestival van Venetië | Gouden Leeuw | Gianfranco Rosi | In afwachting |